# レジースミスYY親善大会
レジースミスYY親善大会（レジースミスワイワイしんぜんたいかい）とは、年2回行われていた少年野球の大会である。

## 大会名の歴史
「インターネットのメール上で会話するだけではなく、みんなでワイワイ試合をしよう」というメンバーの発案でレジースミスYY大会が発足。2000年冬に第1回YY大会という名前で大会が行われた。
参加チームが増え、2年後の大会から元メジャーリーグ選手のレジー・スミスに了解を得て、「レジースミスYY親善大会」として、開催されている。2018年で終了。

## 大会開催時期
年に2回
- 夏季大会（開催回数が奇数の大会）
  - 7月の初旬から7月中旬（海の日あたり）
- 冬季大会（開催回数が偶数の大会）
  - 2月の初旬から2月中旬に開催

- 通常土・日曜に開催。祝日を挟む場合、祝日にも開催。
- 雨天中止時には次週以降に延期される。

## 大会部門
大きく分けて、3つの部に分けられている。
- 中学の部　中学生の者が試合に参加できる。
- 小学6年生以下の部　小学6年生以下の者が参加できる。
- 小学4年生以下の部　小学4年生以下の者が参加できる。

## 参加チーム数
（あくまでもその大会の開催前にチーム数は決定される）
- 中学の部 16チームのトーナメント戦
- 小学6年生以下の部 16チームのトーナメント戦
- 小学4年生以下の部 16チームのトーナメント戦

## 試合規定
- ベンチに入ることのできる選手の人数は20人まで。
- チームの監督は30番、コーチは28・29番、キャプテン(主将)は10番の背番号をつけて出場・試合をする。
- 1試合のイニング数は4年生の部は5回、6年生の部は7回となっている。
- 準々決勝までは、前後チームの代表者2名が審判を行い、準決勝以降はレジースミス大会実行委員の審判団等が審判を行う。
- 気象条件(雷雨や雨天)によるコールドは、4回終了を経過した時点で成立する。
- 小学生の部は1試合80分、中学生の部は90分を過ぎて新しいイニングに入らない。しかし、決勝は例外とする。
- 規定イニングまで同点の場合、決勝は1回、決勝までは2回まで無死満塁からの試合を再開する。それでも同点のまま決着がつかない場合次の行のルールで行う。
- 白と黒の碁石を外から中の様子が見えないようにした袋に入れる。主審が勝利となる碁石を引く。各チームの主将が、じゃんけんで先後攻を決定し、先行チーム1番打者→後攻チーム1番打者→先攻2番打者と交互に袋の中から碁石を1つずつ取り出していく。碁石の数を大会役員が立会いの上、主審のひいた碁石の色と同じ碁石を多く持っているチームがその試合の勝利チームとなる。
- このルールは、公認野球規則・競技者必携によるものとする。

## 試合会場
大会で使用される会場は次のとおりである。
- 夢の島東少年野球場(江東区面と千代田区面)
  - 主に低学年の部と高学年の部の1,2回戦で使用
- 大井ふ頭中央海浜公園スポーツの森野球場
  - 低学年の部と高学年の部の準決勝以降,中学の部の全試合の会場として使用

## これまでの優勝チーム
| 回     | 開催年月  | 中学の部                       | 高学年の部                     | 低学年の部                     |
| ------ | --------- | ------------------------------ | ------------------------------ | ------------------------------ |
| 第1回  | 2002年2月 | -                              |                                |                                |
| 第2回  | 2003年2月 | -                              | レッドサンズ(文京区)           | 資料無し                       |
| 第3回  | 2003年7月 | -                              | 花保シャークス(足立区)         | 山野レッドイーグルス(世田谷区) |
| 第4回  | 2004年2月 | -                              | 山野レッドイーグルス(世田谷区) | 山野レッドイーグルス(世田谷区) |
| 第5回  | 2004年7月 | 大森ホワイトスネークス(大田区) | リトルフィッシュ(足立区)       | -                              |
| 第6回  | 2005年2月 | 習志野台中学校(船橋市)         | 舞浜フェニックス(浦安市)       | 山野レッドイーグルス(大田区)   |
| 第7回  | 2005年7月 | 新宿NSCオールナイン(新宿区)    | フレール(大田区)               | 有馬スワローズ(中央区)         |
| 第8回  | 2006年2月 | 足立球友会(足立区)             | 舞浜フェニックス(浦安市)       | 久松クラブ(中央区)             |
| 第9回  | 2006年7月 | 城南鵬翔(大田区)               | 藤の台少年野球部(町田市)       | 西海ドラゴンズ(船橋市)         |
| 第10回 | 2007年2月 | 田柄中学校(練馬区)             | 久松クラブ(中央区)             | 南篠崎ランチャーズ(江戸川区)   |
| 第11回 | 2007年8月 | 大森ホワイトスネークス(大田区) | フレール(大田区)               | 明正イーグルス(中央区)         |
| 第12回 | 2008年2月 | ブラックキラーズ(足立区)       | レッドサンズ(文京区)           | 北砂アイガー(江東区)           |
| 第13回 | 2008年7月 | 青戸中学校(葛飾区)             | 落合コメッツ(新宿区)           | 綾瀬ドラゴンズ(足立区)         |
| 第14回 | 2009年2月 | 印西コスモス(印西市)           | ブラックキラーズ(足立区)       | 西大井ウインズ(品川区)         |
| 第15回 | 2009年7月 | リトルジャイアンツ(葛飾区)     | 越中島ブレーブス(江東区)       | 池雪ジュニアストロング(大田区) |
| 第16回 | 2010年2月 | リトルジャイアンツ(葛飾区)     | 雑司ヶ谷ヤング(豊島区)         | カバラホークス(足立区)         |
| 第17回 | 2011年2月 | 北本中学校(北本市)             | カバラホークス(足立区)         | 磯辺シャークス(千葉市)         |
| 第18回 | 2012年3月 | 関東学院中学校(横浜市)         | カバラホークス(足立区)         | 日本橋ファイターズ(中央区)     |

- ※第1回については交流戦のみ。
- ※第2回については6年のみトーナメント開催。
- ※第5回は6年生以下の部が無く、5年生以下の部となっている。
- ※第9回は中学の部ミニトーナメントが行われた。
- 第12回の中学の部は予選はリーグ戦で行い、各リーグ勝者はトーナメントで行った。
- 第17回は通常2010年7月に行われる予定だったが、グランド諸般上の理由により2011年2月(予定)に変更された。

## 抽選会
- 大会開催日の1・2週間前に監督会議=抽選会が行われる。
- 参加資格として、レジースミスYY親善大会公式ホームページ内にある、参加フォームから参加資格を得るためのパスワードを大会委員から得て、マイクロソフトのエクセルを使って送受信が行えるチームとなっている。